# Senajita de Mágada
Sejanita foi um rei semilendário da dinastia de Briadrata que governou sobre Mágada em sucessão de Briatecarma, seu pai. Reinou entre 1 105 e 1 083 a.C., segundo algumas reconstituições. Foi sucedido por seu filho Seturanjaia.